# Jestřabí Lhota
Jestřabí Lhota je obec ležící v okrese Kolín asi 8 km severovýchodně od centra Kolína. Žije zde 545 obyvatel. V roce 2011 zde bylo evidováno 183 adres.
Jestřabí Lhota je také název katastrálního území o rozloze 5,48 km².

## Historie
První písemná zmínka o obci pochází z roku 1273. V době pobělohorské odcházeli do exilu i obyvatelé Jestřabí Lhoty. Exulant J. Kantůrek se v šedesátých letech 18. století rozloučil s rodnou vsí v básni Loučení – tu schoval pod krovem svého domu.

### Slavní rodáci
- Josef Souček (1864–1938), první synodní senior Českobratrské církve evangelické
- Josef Václav Paleček (18. 9. 1842 Jestřabí Lhota – 24. 2. 1915 Petrohrad), basista v Olomouci a Petrohradě[7]

### Územněsprávní začlenění
Dějiny územněsprávního začleňování zahrnují období od roku 1850 do současnosti. V chronologickém přehledu je uvedena územně administrativní příslušnost obce v roce, kdy ke změně došlo:
- 1850 země česká, kraj Pardubice, politický i soudní okres Kolín[8]
- 1855 země česká, kraj Čáslav, soudní okres Kolín
- 1868 země česká, politický i soudní okres Kolín
- 1939 země česká, Oberlandrat Kolín, politický i soudní okres Kolín[9]
- 1942 země česká, Oberlandrat Praha, politický i soudní okres Kolín[10]
- 1945 země česká, správní i soudní okres Kolín[11]
- 1949 Pražský kraj, okres Kolín[12]
- 1960 Středočeský kraj, okres Kolín
- 2003 Středočeský kraj, obec s rozšířenou působností Kolín

### Rok 1932
Ve vsi Jestřabí Lhota (508 obyvatel, poštovna) byly v roce 1932 evidovány tyto živnosti a obchody: autodoprava, sušárna čekanky, velkobchod s gramofony, 2 hostince, 2 koláři, kovář, krejčí, 2 obuvníci, pekař, obchod s lahvovým pivem, 3 rolníci, řezník, obchod se smíšeným zbožím, spořitelní a záložní spolek Vzájemnost pro Lhotu Ještřabí, spořitelní a záložní spolek pro Jestřabí Lhotu, 3 tesařští mistři, trafika, truhlář, zámečník.

## Doprava
Dopravní síť
- Pozemní komunikace – Územím obce prochází silnice II/328 Jičíněves – Městec Králové – Jestřabí Lhota - Kolín.

- Železnice – Železniční trať ani stanice na území obce nejsou. Nejbližší železniční stanicí je Velký Osek ve vzdálenosti 5 km ležící na trati 020 z Velkého Oseka do Chlumce nad Cidlinou a na trati 231 mezi Kolínem a Nymburkem.

Veřejná doprava 2011
- Autobusová doprava – Obcí vedly autobusové linky jedoucí do těchto cílů: Kolín, Velký Osek (dopravce Veolia Transport Východní Čechy, a.s.), Kolín, Libice nad Cidlinou, Městec Králové, Polní Chrčice, Žiželice (dopravce Okresní autobusová doprava Kolín, s.r.o.).

## Galerie

Jestřabí Lhota
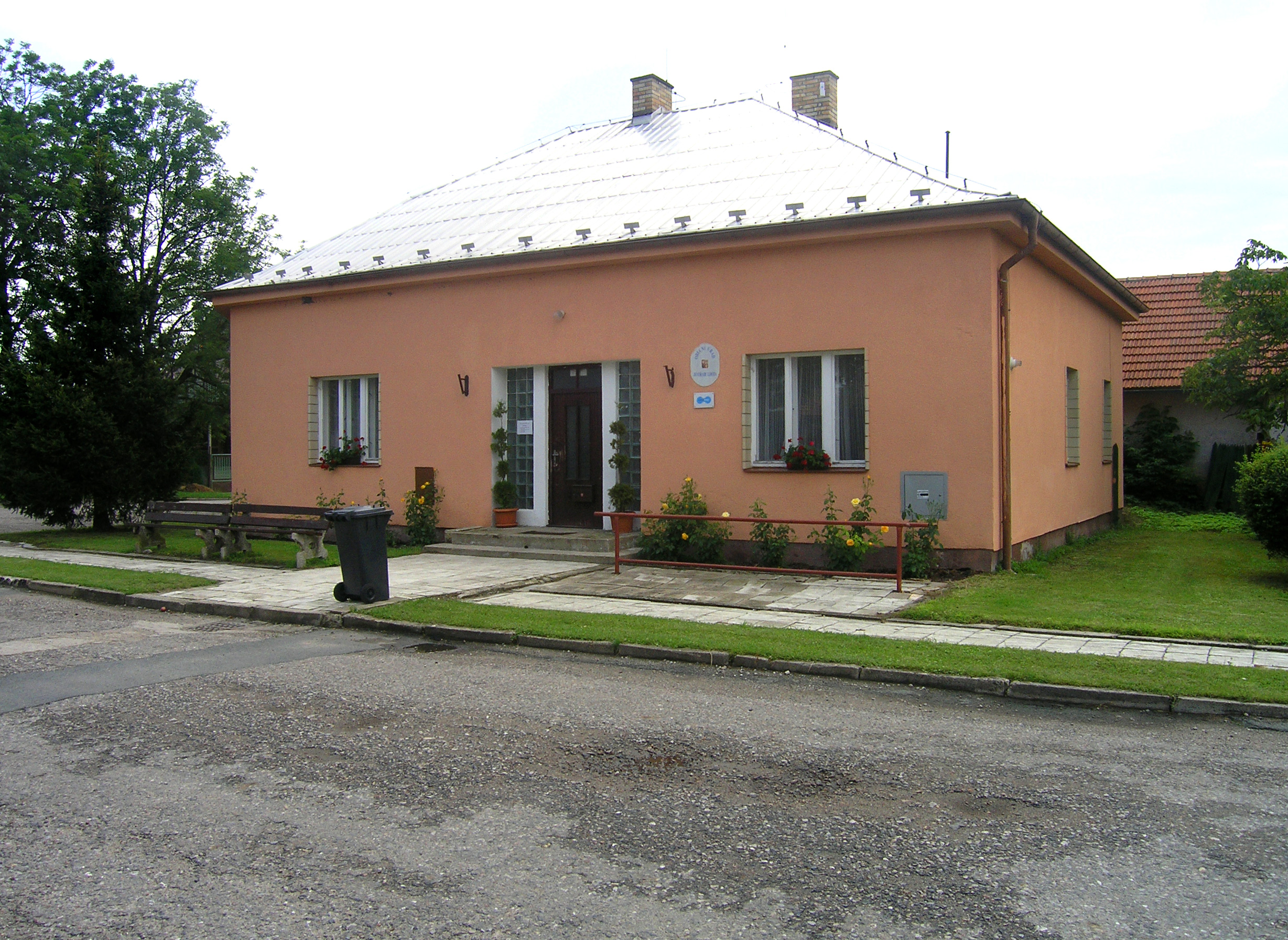
Obecní úřad
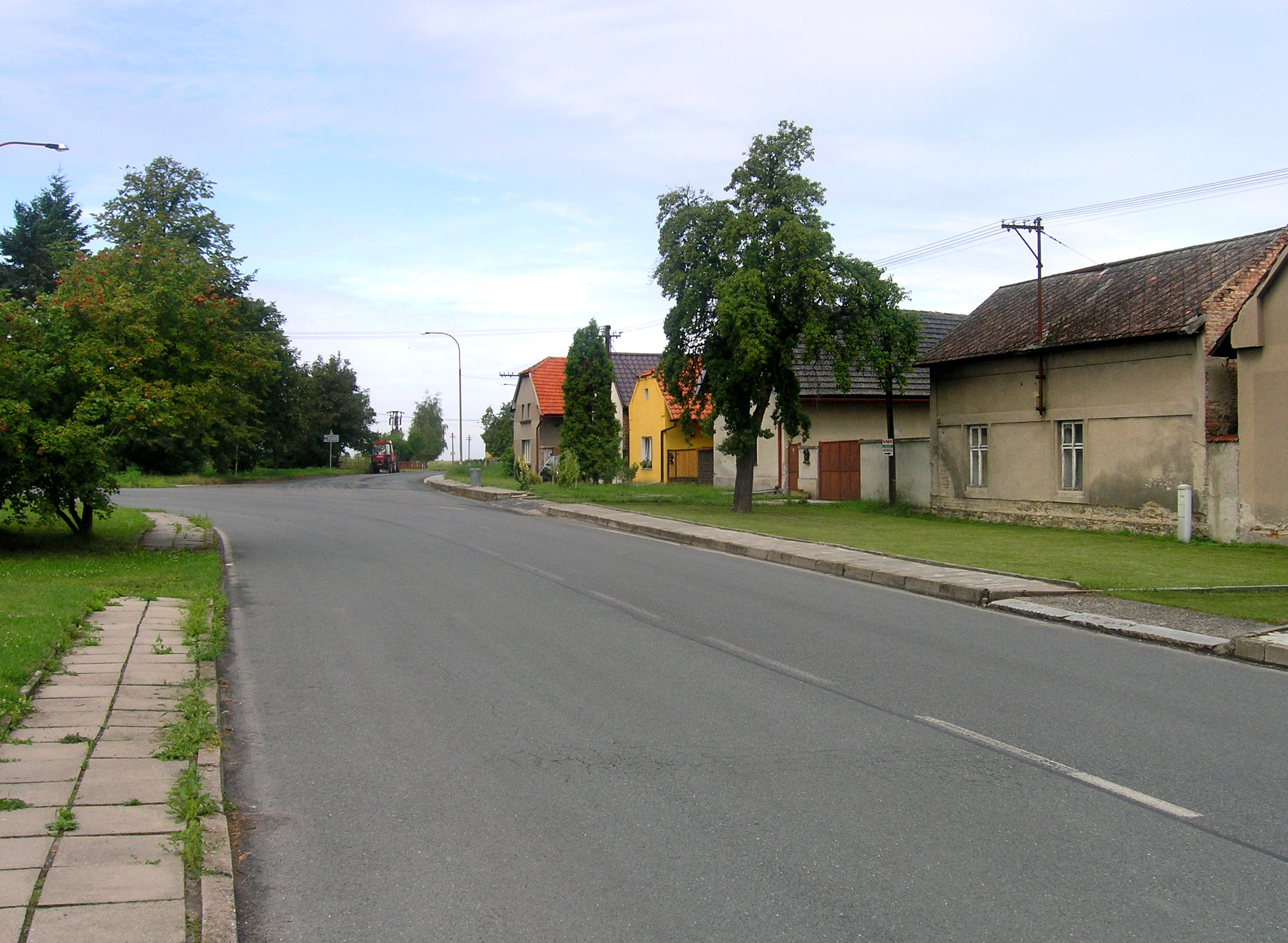
Západ vesnice
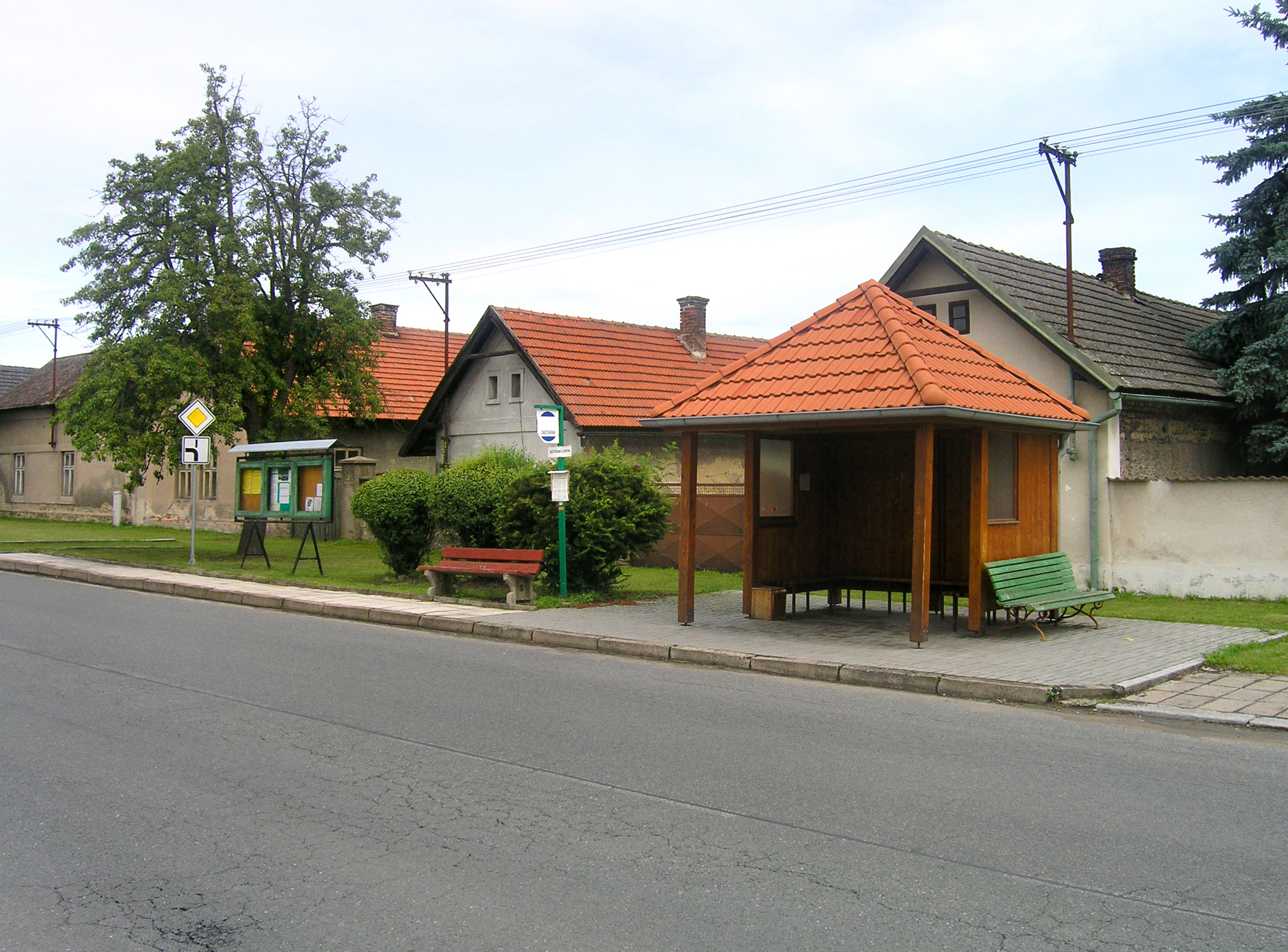
Zastávka na návsi